# Theologische Hochschule von Nadschaf

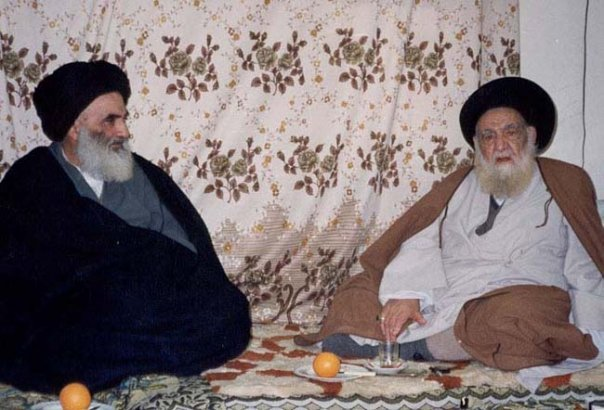
Ali al-Sistani und Abu l-Qasim al-Choei, Aufnahme vor 1992

Die Islamisch-Theologische Hochschule von Nadschaf (“Hawza Nadschaf”) im Irak ist eine bedeutende schiitisch-theologische Hochschule.
Sie wurde von Scheich Tusi (Muḥammad b. al-Ḥasan aṭ-Ṭūsī) gegründet und gilt heute als eine der größten theologischen Hochschulen in der islamischen Welt. Sie geht auf den im 11. Jahrhundert gegründeten theologischen Lehrkreis für Schiiten zurück.